# Severin Ottiger
Severin Ottiger (* 20. April 2003 in Sursee) ist ein Schweizer Fussballspieler.

## Karriere

### Verein
Ottiger wurde beim FC Luzern ausgebildet. Im September 2020 spielte er erstmals für die zweite Mannschaft in der viertklassigen 1. Liga. Der Rechtsverteidiger kam in jener Spielzeit, die COVID-bedingt nach der Hinrunde beendet wurde, zu insgesamt zwei Ligapartien für die Reserve. Am 18. Dezember 2021 gab er bei der 0:2-Niederlage gegen den Servette FC sein Debüt für die erste Mannschaft in der Super League, als er in der Schlussphase für Silvan Sidler eingewechselt wurde.

### Nationalmannschaft
Ottiger kam im Mai 2019 zweimal für die Schweizer U-16-Auswahl zum Einsatz. Im September und Oktober desselben Jahres spielte er insgesamt dreimal für die U-17-Nationalmannschaft. Seit September 2021 ist er U-19-Nationalspieler.